# Passiflora
Passiflora es un género de plantas de la familia Passifloraceae, con unos 360 especies aceptadas  —y unas 300 todavía sin resolver, y 365 que son meros sinónimos—  de las más de 1000 descritas. Está distribuido principalmente en América tropical y subtropical ya que solamente 22 especies crecen en el sur de Asia y Oceanía. Passiflora, nombre dado por Carlos Linneo a este género de plantas, proviene del latín flos passionis que significa literalmente «flor del sufrimiento» o «flor de la pasión» en alusión a la Pasión de Cristo ya que los primeros misioneros en América quisieron ver los instrumentos utilizados durante la Pasión en las diferentes partes que conforman estas flores.

## Etimología
El nombre Passiflora fue adoptado por Linneo en 1753 y significa ‘flor de la pasión’ (del latín passio = ‘pasión’, y flos, floris = ‘flor’), El nombre fue otorgado por los misioneros jesuitas en 1610, debido a la similitud de algunas partes de la planta con símbolos religiosos de la Pasión de Cristo, el látigo con el que fue azotado = zarcillos, los tres clavos = estilos; estambres y la corola radial = la corona de espinas.

## Descripción

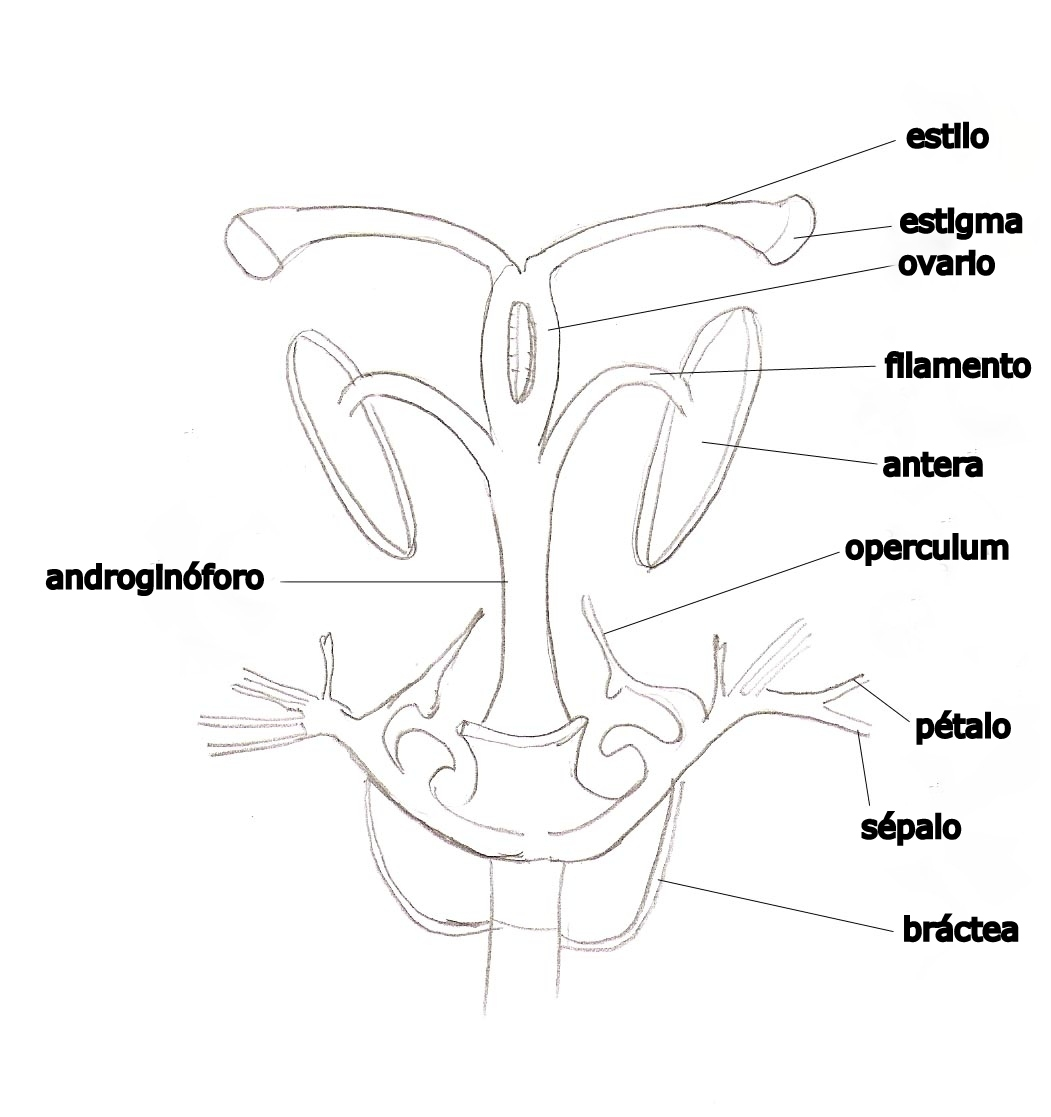
Flor de Passiflora caerulea, partes de la corona.

Las pasionarias son enredaderas de varios metros de altura o bien plantas erectas, semierectas y semirrastreras, siendo en este último caso menores de un metro de altura. Pueden ser glabras a densamente pubescentes, con tricomas simples, raramente glandulares. Presentan rizomas de igual o mayor diámetro que los tallos aéreos. Los tallos son gruesos a angulosos, en algunos casos el tallo posee alas laminares de distinto tamaño. Presentan zarcillos axilares simples, rectos, circinados o espiralados durante el desarrollo de la yema apical, curvados hacia el ápice en estado juvenil. Las estípulas son laterales y pueden ser desde simples setas (pelos rígidos) hasta órganos laminares, casi siempre asimétricos, adelgazándose hacia el eje, enteras o divididas, persistentes o caducas, algunas veces con glándulas en el margen. La disposición de las hojas (filotaxis) es básicamente helicoidal; las hojas son en su mayoría simples, con tres a cinco segmentos, raramente dos o, con menos frecuencia, son hojas enteras. Presentan pecíolos a menudo con glándulas nectaríferas extraflorales en el pecíolo y/o en la lámina foliar. Las láminas tienen venación pinnada a palmada, son lisas a variegadas, cuneadas a cordadas en la base, enteras o aserradas, a menudo glandulares. Tienen nectarios submarginales en la cara abaxial, entre las venas primarias o asociados con los dientes marginales. Si la superficie de la lámina foliar tiene indumento este es muy variado, desde estrigoso, escabroso, hirsuto, híspido a pubescente. En los subgéneros Dysosmia y Dysosmioides se encuentran pelos glandulares grandes y multicelulares. Estos pelos producen secreciones mucilaginosas o resinosas, a veces malolientes, las que funcionarían como mecanismos antiherbívoros.
La gran diversidad de formas de hojas, probablemente la mayor de todos los géneros en las angiospermas, ha dado lugar a la descripción de numerosas especies que posteriormente se han clasificado como sinonimia. Este polimorfismo se ha interpretado como producto de la presión selectiva ejercida por las mariposas herbívoras de la subfamilia Heliconiinae La posición del meristema, y la presencia o ausencia de determinados nutrientes en el suelo, son factores que también influyen en el polimorfismo foliar.
Las inflorescencias son axilares y por lo general bracteadas, simples a muy ramificadas.

En la mayoría de las especies los pedúnculos poseen tres brácteas que derivan de las de la inflorescencia ya reducida. Sobre el pedicelo, las brácteas pueden hallarse cercanas o alejadas de la flor. En algunas especies se disponen  en verticilos, mientras que en otras se encuentran esparcidas o están completamente ausentes.
El margen de las brácteas es similar al de las estípulas, hallándose en algunos casos glándulas marginales. Las brácteas son setáceas a laminares, enteras o divididas, dispersas a verticiladas formando un involucro más o menos cerca de la base de la flor, a veces glandulares en el margen, muy raramente ausentes. La yema axilar primaria generalmente desarrolla un zarcillo o una inflorescencia.

Las flores tienen forma de plato, con 5 sépalos (en algunas especies mayores que los pétalos), y 5 pétalos de formas y colores variables; se disponen alternadamente a los sépalos. En la corona se extienden de forma radial numerosos filamentos de forma, longitud y color variable (según la especie), generalmente con 3 estilos centrales bastante sobresalientes.
Los frutos son bayas indehiscentes de formas y tamaños diversos. En las especies no comestibles estas bayas suelen ser negras y pequeñas; en las comestibles, como Passiflora caerulea, son grandes, de color amarillo o naranja y carnosas.
Las semillas maduras son de colores oscuros, negruzcos o marrones, con arilo más o menos incoloro, translúcido, de sabor ácido o agridulce. Poseen alto contenido de aceites comestibles. A pesar de presentar una testa gruesa, la viabilidad de las semillas es bastante corta, lo que hace suponer que la testa sería una adaptación a la diseminación por la vía digestiva de los animales, los que comen los frutos o los arilos La cubierta seminal en las especies del género está formada por una o dos capas de células transparentes, una capa media de macroesclereidas y una sola capa de células obliteradas. La caracterización morfoanatómica de la cubierta seminal de las especies de Passiflora indica que la ornamentación de la cubierta de la semilla es específica de cada especie.

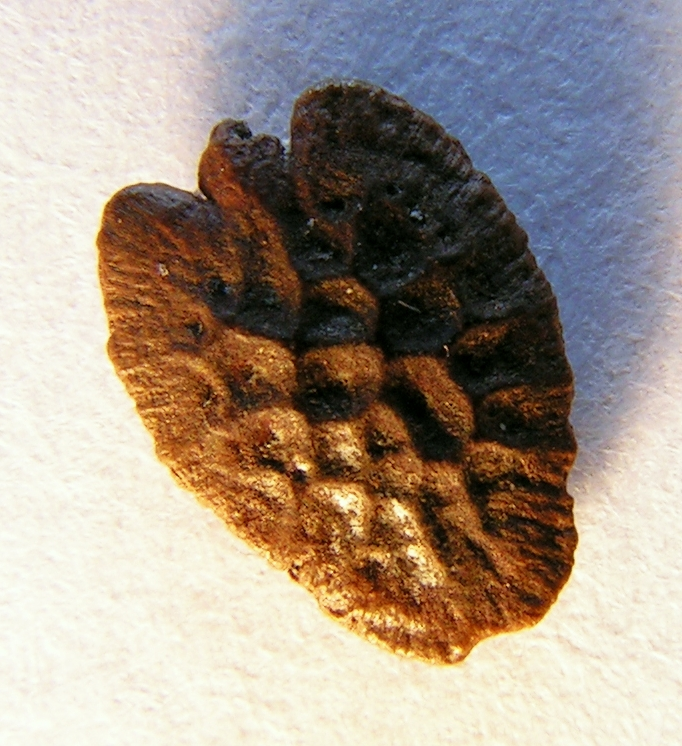
Semilla de Passiflora quadrangularis. Mide unos 7 mm.

## Distribución
La familia de las pasifloráceas se encuentra en todo el mundo, excepto en la Antártida. En particular, el género Passiflora está también ausente de África, pese a que muchos otros miembros de la familia se distribuyen en ese continente.
Se distribuye en regiones tropicales y subtropicales, desde el nivel del mar hasta altitudes superiores a los 3000 m s. n. m., pero la mayor riqueza de especies se encuentra en regiones templadas y cálidas, desde los 400 hasta los 2000 m s. n. m. Cerca del 90 % de las 520 especies del género son oriundas de América. Algunas especies se encuentran en China y el sur de Asia, Nueva Guinea, cuatro o más especies en Australia y una sola especie es endémica de Nueva Zelanda. Solamente nueve especies son nativas de los Estados Unidos las que se distribuyen desde Ohio, al norte, al oeste hacia California y al sur hasta los Cayos de la Florida. Los Andes de Colombia y Ecuador constituyen el centro de diversidad de Passiflora. Así, en Colombia se han identificado 167 especies, 42 de las cuales producen frutos comestibles y nueve se cultivan comercialmente. Entre ellas hay 59 especies endémicas, las que incluyen 37 con una distribución geográfica muy restringida. Es de destacar que se siguen descubriendo nuevas especies, por ejemplo, P. pardifolia y P. xishuangbannaensis se conocen por la comunidad científica desde el año 2006 y 2005, respectivamente y "Passiflora dorisiae".
Algunas especies se han naturalizado más allá de sus áreas de distribución natural. Por ejemplo, la flor de la pasión azul (P. caerulea), ahora crece puntualmente en forma silvestre en 8 provincias de España.
El maracuyá púrpura (P. edulis) se ha introducido en muchas regiones tropicales, como cultivo comercial; y P. caurea y P. incarnata destacan por permitir ser cultivada en regiones templadas, al ser las especies más rústica del género; al poder resistir temperaturas ocasionales de entre -10 a -15 °C.

## Ecología

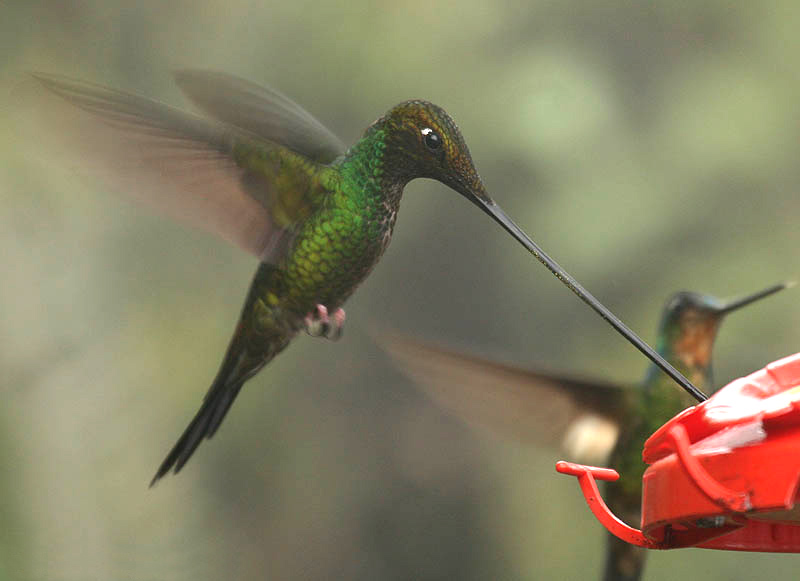
Ensifera ensifera está adaptado para alimentarse de las flores de Passiflora mixta y especies similares.

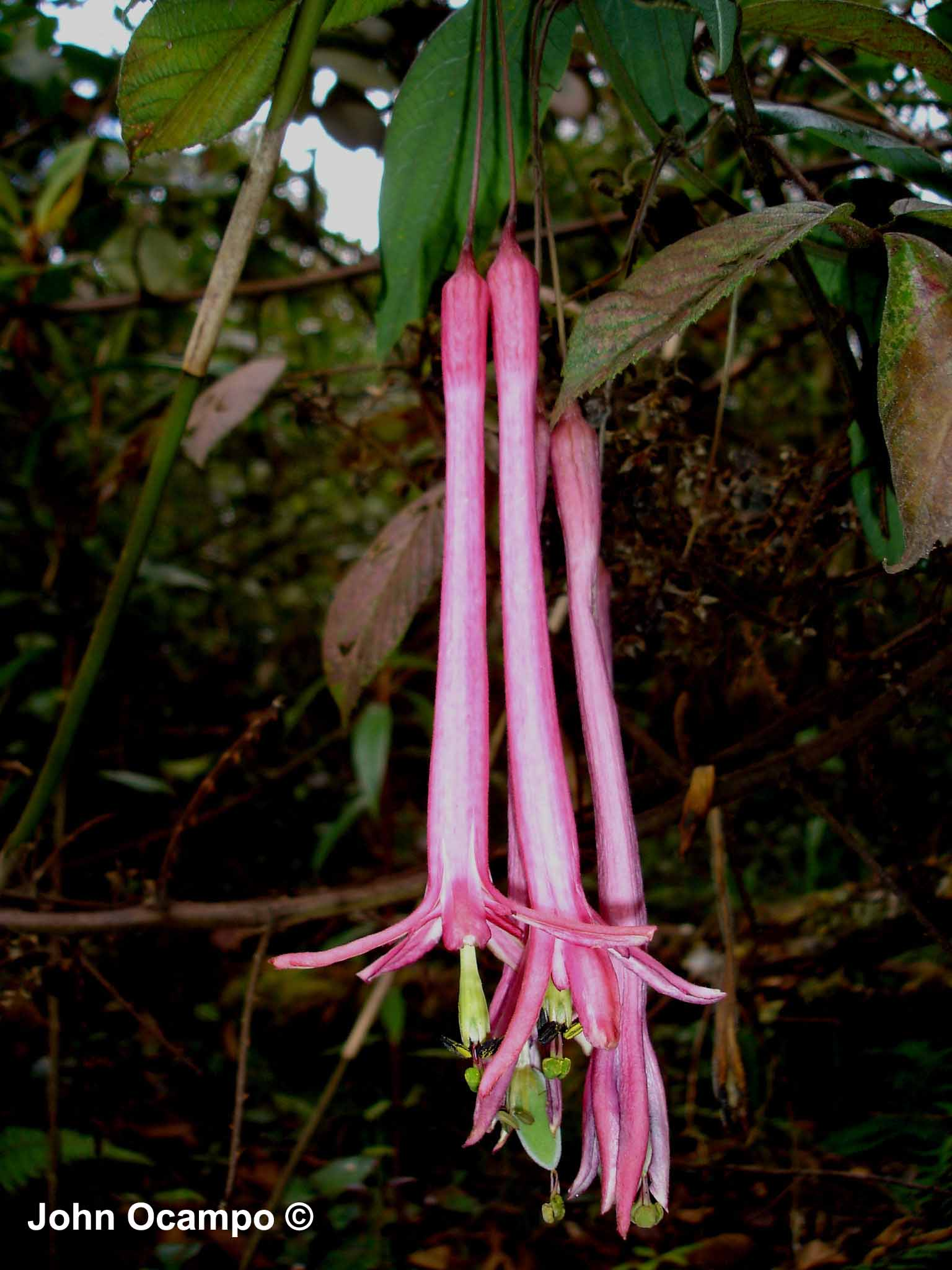
Passiflora trinervia, especie endémica de Colombia, en la cordillera central. Polinizada por el colibrí Ensifera ensifera. Fotografía tomada en el municipio de Salento (Quindío) a 2800 m s. n. m.

Las pasionarias tienen una estructura floral única, lo que en la mayoría de los casos requiere de una abeja de gran tamaño para polinizarla con eficacia. En los trópicos americanos, por ejemplo, se montan vigas de madera muy cerca de las plantaciones de maracuyá para alentar a las abejas carpinteras a anidar. El tamaño y la estructura de las flores de otras especies de Passiflora se ha optimizado para la polinización por colibríes ermitaños (especialmente las especies del género Phaethornis), abejorros, avispas y murciélagos, mientras que otras especies son autógamas. El colibrí pico espada (Ensifera ensifera) con su pico alargado enormemente ha coevolucionado con las flores de ciertas pasionarias, tal como P. mixta. Las abejas Anthemurgus passiflorae recogen el polen de la especie P. lutea, pero no polinizan las flores.
Las larvas de una gran cantidad de especies de lepidópteros (Heliconius, Dryas, Dryadula, Cethosia, entre otros) se alimentan de las hojas de las pasionarias. Debido a esto, muchas especies han desarrollado evolutivamente distintas estrategias para desalentar a los herbívoros. Por ejemplo, para desalentar las puestas de gran cantidad de huevos de mariposa en la misma planta, algunas muestran unas flores pequeñas y protuberantes con los colores que asemejan a los de los huevos de las mariposas. De este modo, la mariposa es "engañada" y desiste de realizar la puesta de una mayor cantidad de huevos en esa misma planta. En otros casos producen líquidos dulces, ricos en nutrientes en glándulas de los tallos o de sus hojas. Estos fluidos atraen a las hormigas que matan y comen muchas plagas de insectos que vienen a alimentarse de las flores, hojas o frutos de las pasionarias.
Las brácteas de Passiflora foetida están cubiertas por pelos que exudan un líquido pegajoso. Muchos insectos se quedan pegados a estos y terminan siendo digeridos por proteasas y fosfatasas ácidas hasta convertirse en una sustancia pegajosa rica en nutrientes. Dado que los insectos muertos por lo general rara vez son las principales plagas, esta flor de la pasión parece ser una planta protocarnívora.

## Desarrollo floral

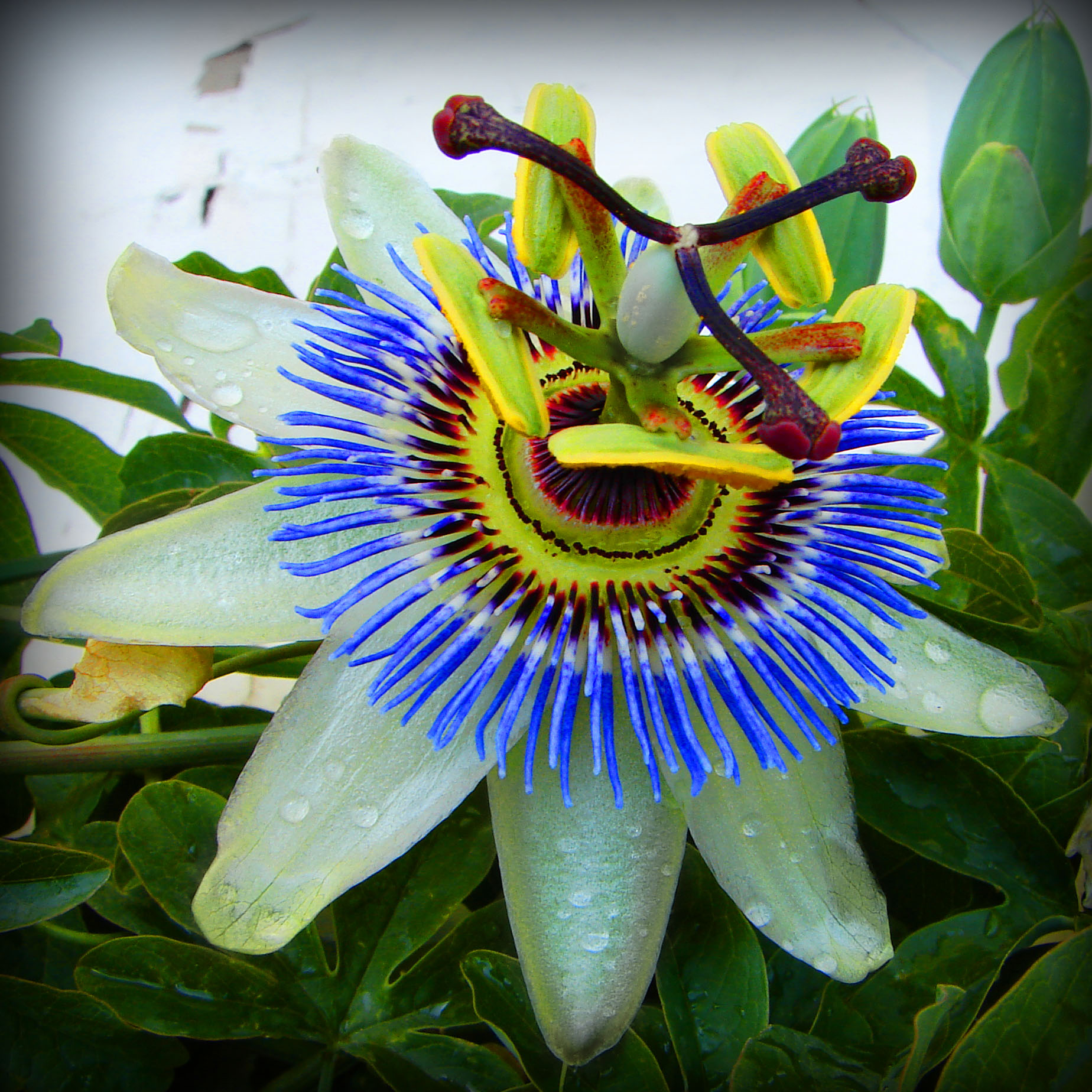
Passiflora caerulea.

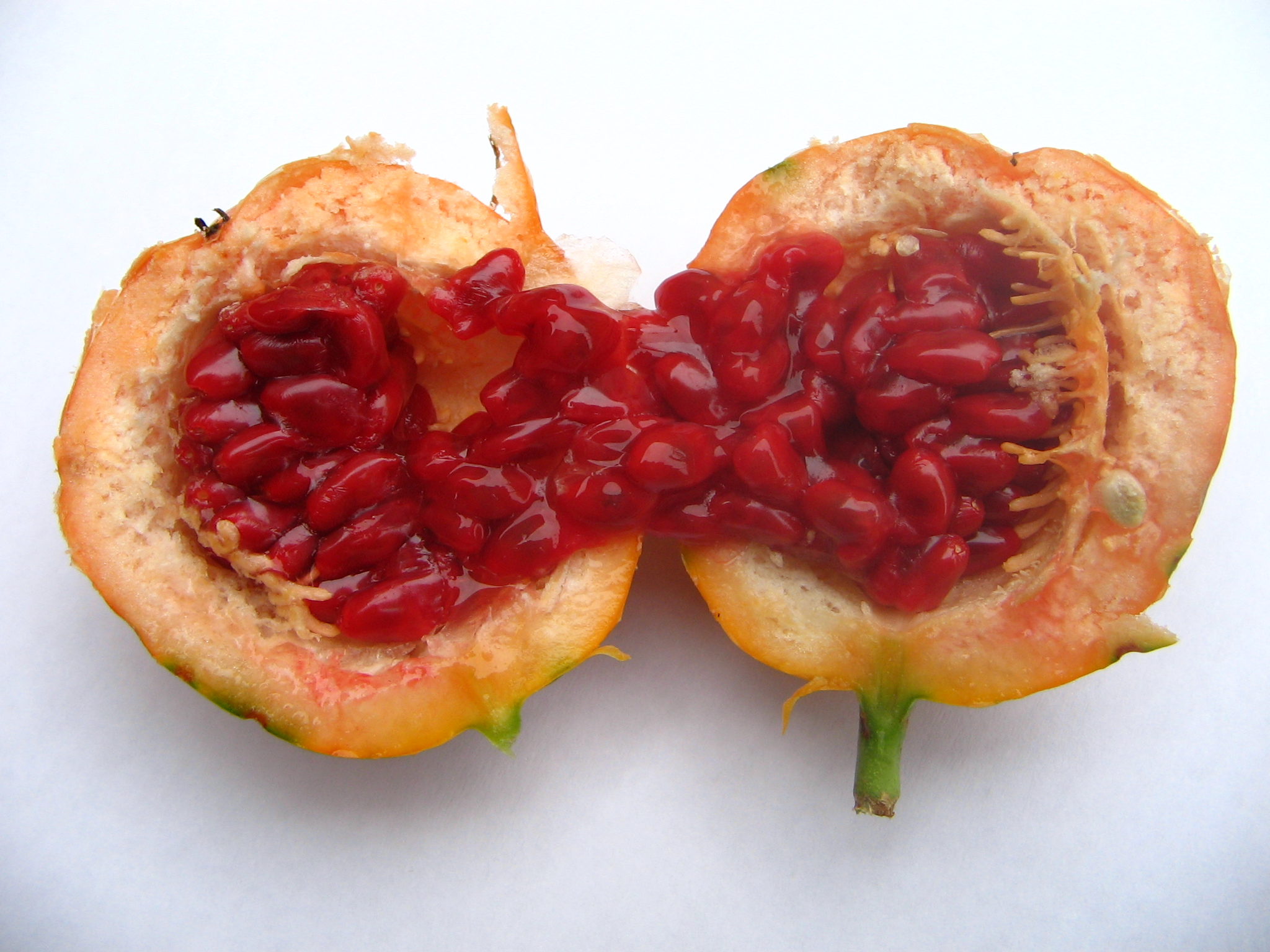
Fruto de P. caerulea.

Por lo general, el desarrollo de la flor está dado en los 4 verticilos que caracterizan a las eudicotiledóneas. Coen y Meyerowitz (1991) describieron que estos verticilos además están regulados por la expresión de los genes del modelo ABC, basado en los mutantes homeóticos en Arabidopsis thaloca y Antirrhinum majus. Posteriormente, estudios en Petunia hybrida y A.thaniana (Colombo et al, 1995; Peláez et al, 2000), mostraron que el gen D era requerido para el desarrollo de los óvulos y E (SEPALLATA) regulaba el desarrollo de todas las estructuras. Por tanto, el modelo ABC inicialmente planteado pasó a ser el modelo ABCDE.
| Estructura | Genes |
| ---------- | ----- |
| Sépalos    | A,E   |
| Pétalos    | A,B,E |
| Estambres  | B,C,E |
| Carpelos   | C,E   |

Pero no en todas las flores los genes se expresan de la misma manera. En varios taxones se han perdido o ganado otros verticilos a los cuales no se les ha definido una estructura homóloga a alguno de los 4 verticilos principales. En este caso en particular, en el género Passiflora se tiene adicionalmente una serie de estructuras entre los estambres y los pétalos llamada corona, la cual se caracteriza por ser simple o tener varios anillos de diversos apéndices y membranas. Esta estructura ha evolucionado varias veces y de forma independiente en las superasteridias (Cariophylaceae, Lecythidaceae, Ebanaceae, Gentianaceae, Apocynaceae, Convolvulaceae, Stydaceae), monocotiledonas (Tecophilaeaceae,  Amarylidaceae, Asparagaceae, Velloziaceae) y rosidias (Passifloraceae, Salicaceae, Rafflesiaceae, Erythroxilaceae).
Para el caso de la especie P. caerulea, la corona se caracteriza por seis estructuras: 2 radios externos (R1 y R2), 1 a 2 series de Pali (Pa), un opérculo (Op) interno que nace sobre el annulus (Au) y el limen (Li) el cual ayuda a proteger el nectáreo.
Desde siempre la elaborada forma de la corona en Passiflora ha atraído el interés de los botánicos. Desde 1600 esta flor se usó como método de enseñanza cristiana principalmente la especie P. caerulea, la cual también ha sido el eje de estudio en desarrollo de la corona en Passifloraceae. Es importante tener en cuenta que aunque toda la familia se caracteriza por la presencia de la corona, existen muchas variaciones a lo lago del género Passiflora lo cual ha sido relacionado con ciertos síndromes de polinización.
En 1871, Masters describió la corona como un órgano sui generis el cual tenía un papel importante en la fertilización. En 1948, Puri citó interpretaciones de Hicks (1897), donde proponía que la corona estaba formada por filamentos estériles y adicionalmente basado en la posición anatómica de los haces vasculares, sugirió que ciertas partes tenían origen del perianto y otras estaminoidal. Otros botánicos plantearon diferentes orígenes y en 1999 Bernhad afirmó que la hipótesis de un posible origen estaminoidal no estaba soportada porque el inicio de la formación de la corona no estaba correlacionada con la maduración del androceo. Además, afirmó que el análisis vascular de Puri no era correcto, ya que la organización vascular no se conversaba y, por tanto, no se puede usar para realizar un análisis filogenético. Aunque Bernhad discutió los fundamentos de las hipótesis planteadas, también afirmó que sus resultados no ayudaban a resolver el proceso evolutivo de la corona, y de esta forma quedaron como un misterio las estructuras que podrían estar relacionadas en su desarrollo.
Los avances en temas moleculares en el 2011 permitieron examinar la hipótesis de origen petaloide y estaminoide en la corona. Analizando la expresión de los genes de tipo B y C del modelo ABCDE y por medio de la expresión de mRNA se pudo determinar el origen y la estructura homóloga a la corona. Hemingway y colaboradores (2011), mostraron que la corona inicia como un anillo de tejido en la base de los pétalos, donde en coronas maduras se da tanto la expresión de los genes B como de los C. También mostraron que existe un patrón de expresión temporal en las diferentes estructuras de la corona. En general que los radios, pali y el opérculo son homólogos a los estambres y el limen, ya que solo presentó genes de tipo B de forma débil, es entonces una estructura nueva, distinta del androginoforo.

## Taxonomía

### Etimología
Passiflora: nombre genérico que adoptado por Linneo en 1753 y significa "flor de la pasión" (del latín passio = "pasión" y flos = "flor"), fue otorgado por los misioneros jesuitas en 1610, debido a la similitud de algunas partes de la planta con símbolos religiosos de la Pasión de Cristo, el látigo  con el que fue azotado = zarcillos, los tres clavos = estilos; estambres y la corola radial = la corona de espinas.

### Historia del género
En 1745 Carlos Linneo publicó una disertación sobre 22 especies de Passiflora con descripciones polinomiales, que comprendía sinónimos, clasificación, ilustración de las hojas, distribución, supersticiones y usos. En 1753, el mismo autor describió 23 especies, 22 de las cuales se tomaron directamente de la disertación previamente citada. Cavanilles, en 1790, realizó una monografía sobre Passiflora, donde reconoció 43 especies. James Sowerby en 1794 fue el primer autor que intentó analizar la estructura floral; en su obra es muy preciso en reconocer los distintos verticilos que hay entre los pétalos y los estambres, a los que llamó corona. Este autor sugirió emplear las características de estas estructuras en la clasificación, sobre todo en aquellas especies con flores pequeñas. En dos publicaciones, de 1822 y 1828, Alphonse Pyrame de Candolle subdividió al género en varias secciones, y en 1846 Johann Jakob Roemer publicó una monografía de la familia, en la que elevó a tales secciones a nivel taxonómico de género. Masters (1871) describió numerosas especies nuevas y en 1872 publicó la monografía de la familia. En 1893 Hermann Harms describió detalladamente la corona, sobre la base de la morfología y su función. Este mismo autor dividió al género en numerosas secciones, detallando la estructura y funciones de la corona. Ellsworth Paine Killip en 1938 publicó una revisión de las especies americanas de Passiflora y elevó las secciones de Harms a la categoría de subgéneros. V. Puri estudió la estructura floral de las especies de Passiflora sobre la base de la morfología y de la anatomía, aclarando la naturaleza, función y valor taxonómico de varias estructuras. En 1974 Willem Jan Jacobus Oswald de Wilde revisó nuevamente el concepto del género Passiflora y las delimitaciones genéricas dentro de la Tribu Passifloreae basándose en la morfología floral.
El género fue descrito por Carlos Linneo y publicado en Species Plantarum 2: 955–960. 1753.

### Tratamiento taxonómico actual
La primera división taxonómica del género Passiflora fue realizada por Killip (1938), con enmiendas de Escobar (1988) y MacDougal (1994). Estos autores dividieron el género Passiflora en 22 subgéneros, Adenosepala, Apodogyne, Asthephia, Astrophea, Calopathanthus, Chloropathanthus, Decaloba (syn. Plectostemma), Deidamioides, Distephana, Dysosmia, Dysosmioides, Manicata (syn. Granadillastrum), Murucuja, Passiflora (syn. Granadilla), Porphyropathanthus, Pseudomurucuja, Polyanthea, Psilanthus, Rathea, Tacsonia, Tacsoniopsis y Tryphostemmatoides. Recientemente, Feuillet & MacDougal (2003) reportan 525 especies, y dividen el género Passiflora en cuatro subgéneros, 15 supersecciones, 31 secciones y 13 series:
- Subgénero Astrophea (DC.) Mast. - (57 especies)

Supersección Astrophea - (27)
Sección Astrophea - (10)
Passiflora arborea Spreng
Passiflora lindeniana
Passiflora mutisii
Sección Capreolata MacDougal y Feuillet - (15)
Sección Leptopoda Killip ex Feuillet y Cremers - (2)
Supersección Pseudoastrophea (Harms) Feuillet y MacDougal - (30)
Sección Pseudoastrophea (Harms) Killip - (17)
Sección Botryastrophea (Harms) Killip - (13)
Serie Botryastrophea (Harms) MacDougal & Feuillet - (6)
Serie Carnae Feuillet - (7)
- Subgénero Deidamioides (Harms) Killip - (13 especies)

Sección Polyanthea DC.- (1)
Sección Deidamioides (Harms) Feuillet y MacDougal - (1)
Sección Tetrastylis (Barb. Rodr.) Harms - (2)
Sección Mayapathanthus MacDougal y Feuillet - (2)
Sección Tryphostemimatoides Harms - (7)
Passiflora tryphostemimatoides Harms
- Subgénero Decaloba (DC.) Rchb. - (214 especies)

Supersección Decaloba MacDougal & Feuillet - (119)
Sección Decaloba DC. (113)
Passiflora lutea
Passiflora biflora
Passiflora jorullensis
Passiflora murucuja
Passiflora punctata
Passiflora tulae
Passiflora trifasciata Lemaire
Passiflora trinervia (Juss.) Poir.
Passiflora yucatanensis
Sección Xerogona (Raf.) Killip (6)
Passiflora citrina
Passiflora rubra
Passiflora sanguinolenta
Supersección Bryonioides (Harms) MacDougal y Feuillet - (18)
Passiflora morifolia
Supersección Cieca MacDougal y Feuillet - (18)
Passiflora suberosa
Supersección Pterosperma Gilbert y MacDougal - (4)
Supersección Hahniopathanthus (Harms) MacDougal y Feuillet - (2)
Supersección Disemma (Labill.) MacDougal y Feuillet - (21)
Sección Octadranthus Harms - (17 soorten)
Passiflora henryi
Passiflora siamica
Passiflora sumatrana
Passiflora jugorum
Passiflora cupiformis
Passiflora moluccana
Passiflora perakensis
Passiflora papilio
Sección Disemma (Labill.) MacDougal y Feuillet - (3)
Passiflora hebertiana
Passiflora cinnabarina
Sección Holrungiella Harms - (1 soort)
Passiflora hollrungii
Supersección Multiflora (Small) MacDougal y Feuillet - (19)
Supersección Auriculata MacDougal y Feuillet - (8)
- Subgénero Passiflora (236 especies)

Supersección Passiflora (19)
Sección Passiflora
Serie Passiflora (13)
Passiflora edulis f. edulis Sims - Maracuyá púrpura, gulupa, curuba redonda
Passiflora incarnata Pasiflora
Passiflora serratifolia
Serie Palmatisectae Feuillet y MacDougal (1)
Serie Pedatae Killip ex Cervi - (1)
Serie Setaceae Killip ex Cervi - (4)
Supersección Laurifolia (Cervi) Feuillet y MacDougal - (42)
Serie Tiliifolia Feuillet y MacDougal - (6)
Passiflora ligularis Juss. - Granadilla
Passiflora tiliifolia Machimbi, tripona
Serie Laurifoliae Killip ex Cervi - (21)
Passiflora maliformis Cholupa, granadilla de piedra, calabacito de indio, gurapa
Passiflora nitida Granadilla de olor, burucuña
Passiflora popenovii Granadilla de Quijos, granadilla caucana
Passiflora laurifolia Saibey
Passiflora ambigua Gagapache
Passiflora nigradenia Pachío amarillo
Passiflora acuminata
Passiflora capparidifolia
Passiflora gleasonii
Passiflora guazumaefolia Guayabita cimarrona
Passiflora odontophylla
Passiflora riparia
Passiflora tolimana
Passiflora chaparensis
Passiflora venusta
Serie Quadrangulares Feuillet y MacDougal - (6)
Passiflora quadrangularis Badea, tumbo costero
Passiflora alata Flor de la pasión
Serie Marginatae Killip ex Cervi - (1)
Supersección Stipulata Feuillet y MacDougal - (95)
Sección Granadillastrum Triana y Planch. - (66)
Passiflora caerulea Burucuyá
Passiflora gibertii
Passiflora subpeltata
Sección Calopathanthus Harms - (1)
Sección Tacsonioides DC. - (4)
Sección Kermesinae (Cervi) Feuillet y MacDougal - (4)
Passiflora kermesina
Sección Dysosmia
Passiflora foetida
Supersección Coccinea Feuillet y MacDougal - (14)
Passiflora coccinea Aubl.
Passiflora vitifolia
Supersección Distephana (DC.) Feuillet y MacDougal - (5)
Supersección Tacsonia (Juss.) Feuillet & MacDougal - (61) Curuba, parcha, tacso
Sección Elkea Feuillet y MacDougal - (15)
Passiflora tripartita
Passiflora tripartita var. azuayensis
Passiflora tripartita var. mollissima Curuba sabanera, curuba de Castilla
Passiflora tripartita var. tripartita Tacso
Passiflora cumbalensis Curuba roja, curuba bogotana
Passiflora mixta Curuba de indio, curuba de monte, parcha
Passiflora tarminiana Coppens & Barney - Curuba india, Tumbo, tacso amarillo, curuba ecuatoriana
Sección Tacsonia (Juss.) Harms (5)
Sección Insignes Feuillet y MacDougal - (5)
Passiflora pinnatistipula Gulupa
Passiflora insignis  (Mast.) Hook. f
Passiflora lanceolata  (Mast.) Harms
Passiflora mandonii (Mast.) Killip
Passiflora pilosicorona Sacco
Sección Rathea (Karst.) Harms - (3)
Passiflora andina Killip
Passiflora colombiana Escobar
Sección Colombiana Escobar - (19)
Serie Colombianae Escobar - (9)
Serie Leptomischae Escobar - (8)
Passiflora antioquiensis Karst. - Curuba antioqueña
Passiflora coactalis
Passiflora cremasthanta
Passiflora flexipes
Passiflora leptomischa
Passiflora tenerifensis Escobar
Serie Quindiensae Escobar - (2)
Passiflora quindiensis
Sección Parritana Escobar - (2)
Passiflora jardinesis Escobar
Passiflora parritae (Mast.) L.H. Bailey.
Sección Fimbriatistipula Escobar - (2)
Sección Tacsoniopsis Triana y Planch. - (2)
Sección Boliviana (Harms) Feuillet y MacDougal (2)
Sección Trifoliata Feuillet y MacDougal (1)
Sección Manicata (Harms) Feuillet y MacDougal (5)
Killip (1938) había propuesto una clasificación de 22 subgéneros. El subgénero Tryphostemmatoides según Killip, pasa al subgénero Deidamioides, sección Tryphostemmatoides, mientras los subgéneros Plectostemma, Murucuja y Psilanthus se reunieron en el subgénero Decaloba. El subgénero Astrophea se dividió en dos supersecciones, Astrophea y Pseudoastrophea. Los subgéneros Granadilla, Tacsonia, Granadillastrum, Distephana, Tacsonioides, Tacsoniopsis, Rathea, Dysosmia y Dysosmioides se agruparon en el subgénero Passiflora.
Muschner et al. (2003), Yockteng & Nadot (2004), Hansen et al. (2006) Krosnick (2006) y Ocampo (2007) con análisis de genética molecular, confirman tres de los subgéneros propuestos por Feuillet & MacDougal (2003): Astrophea, Decaloba y Passiflora, pero dejan en duda Deidamioides como subgénero separado y el grupo tetrapathaea es propuesto como nuevo subgénero de Passiflora. También, ellos observaron varias inconsistencias a niveles inferiores en las secciones y series con la clasificación de Feuillet y MacDougal, poniendo en duda la monofilia de Passiflora. Como punto final, proponen investigar más sobre sus relaciones con Decaloba, con el que podría formar un solo grupo.

## Usos medicinales
El uso medicinal de la Passiflora está muy extendido para tratar los casos de nerviosismo, el insomnio o el alivio de la ansiedad. Aunque todavía se desconoce el mecanismo exacto del efecto ansiolítico, las investigaciones realizadas apuntan a que los compuestos en la planta estimulan un aumento en la producción del ácido gamma-aminobutírico, o GABA (por sus siglas en inglés), en el cerebro, lo que produce un efecto sedante suave. Sus principios activos se encuentran en las partes aéreas: flores, tallos y las hojas de la planta.
Otros usos de la Passiflora incluyen:
- Alivio de los síntomas premenstruales, ya que la planta tiene propiedades emenagogas, reduciendo la hinchazón abdominal y calmando los episodios de irritabilidad. En este caso se suele tomar mediante infusiones.
- Reduce los dolores causados por los cólicos intestinales, así como los casos de diarrea. Ello es debido a su uso como antiespasmódico, lo que unido a sus escasas contraindicaciones la hace muy útil también para los niños.
- Los componentes de la Passiflora ayudan a reducir los niveles de la presión sanguínea, siendo frecuentemente recomendada para las personas con hipertensión arterial.
- Un último uso, de índole más tradicional, es el de su aplicación mediante cataplasmas para curar las heridas. Otros usos externos extendidos popularmente abarcan el tratamiento de las hemorroides, así como las quemaduras o inflamaciones.

Aunque los efectos secundarios son escasos, se recomienda consultar con el médico antes de tomar suplementos a base de hierbas como la Passiflora, ya que sin el conveniente control pueden inducir mareos, confusión, mala coordinación muscular, alteración del estado de conciencia, y de los vasos sanguíneos inflamados. Tampoco se recomienda su uso en mujeres embarazadas o en período de lactancia.

## En la cultura popular

### En la mitología
Existen varias leyendas populares acerca del origen de las pasionarias. Una de ellas cuenta que Mburucuyá (también «Mburukujá») era una muchacha española que se había enamorado de un aborigen guaraní, con quien se veía a escondidas. El padre de la muchacha, un militar, jamás hubiese aceptado esa relación con un hereje enemigo y, por otro lado, ya había decidido que su hija debía casarse con un joven capitán español. Al enterarse de la relación de su hija, decidió asesinar al muchacho guaraní. Mburucuyá, presa del dolor, se hundió en el corazón una flecha de plumas, la cual quedó sobre su pecho como una flor y cayó sobre el cuerpo de su amado muerto. Tiempo después, en ese trágico sitio nació una planta nunca vista hasta entonces, la cual fue denominada mburucuyá.

### Simbolismo

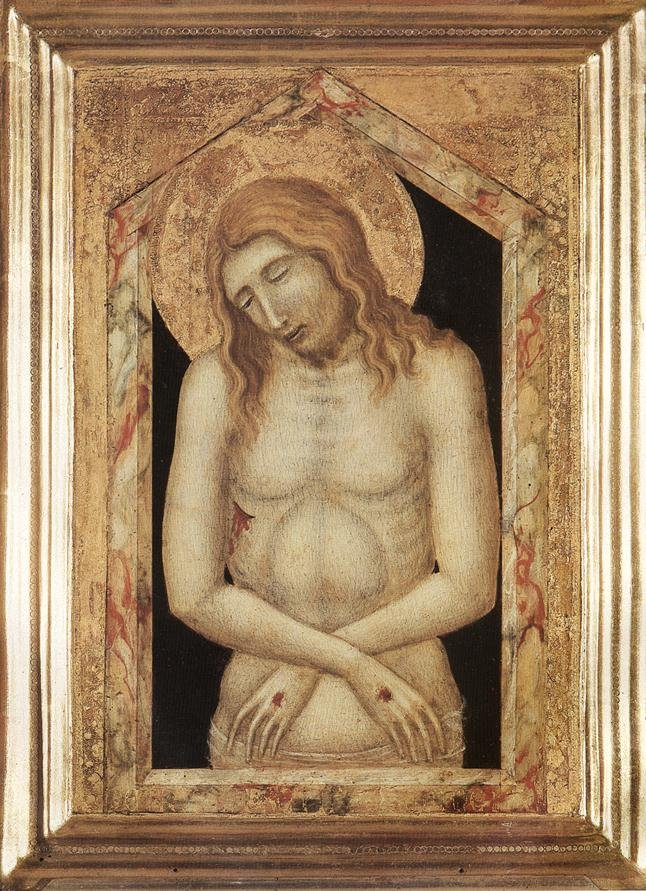

- Religioso: La imaginación popular ve en la extraña flor de las pasionarias varios de los atributos que caracterizan el episodio de la pasión de Cristo. Así, se puede entrever la corona de espinas que le pusieron en la cabeza, los tres clavos con que fue fijado a la cruz, las cinco llagas que laceraron su cuerpo y las cuerdas con que lo ataron. El fruto pequeño y anaranjado, encierra unas semillas rojizas que se interpretan como las gotas de sangre coagulada que brotaron de las heridas del santo cuerpo.[37]

Bandera de Paysandú.

- Político: La flor del mburucuyá es usada como emblema central de la bandera del Departamento de Paysandú.